# Hisahito
Princ Hisahito z Akišina (悠仁親王, Hisahito Šinnó, 6. září 2006 Tokio) je nejmladší dítě a jediný syn japonského korunního prince a korunní princezny. Je synovcem císaře Naruhita a druhým v linii následnictví trůnu po svém otci Fumihitovi.
Před jeho narozením vyvolal nedostatek mužských dědiců v císařské rodině debatu o japonském císařském následnictví, přičemž někteří politici upřednostňovali zrušení agnatické primogenitury, která v Japonsku převládá od založení jeho monarchie v roce 660 př. n. l., s osmi výjimkami (poslední vládnoucí císařovna Go-Sakuramači vládla v letech 1762 až 1771), a která zůstává základem zákona o císařském následnictví podle poválečné japonské ústavy. Narození Hisahita v roce 2006 odstranilo potřebu netradičně změnit nástupnické zákony. Hned po narození se stal dalším v linii následnictví po svém strýci a otci.

## Život
Princ Hisahito se narodil v 08:27 JST (23:27 UTC) v nemocnici Aiiku v Tokiu. Narodil se císařským řezem o dva týdny dříve po komplikacích během těhotenství.
Je nejmladší ze tří dětí a jediný syn Fumihita, prince Akišino, a Kiko, princezny Akišino. Má dvě starší sestry, Mako Komuro a princeznu Kako z Akišina. Poprvé byl viděn na veřejnosti dne 15. září 2006 u nemocnice Aiiku.
Hisahito, princovo osobní jméno, zvolené jeho otcem, znamená podle Agentury císařské domácnosti „klidný a ctnostný“. Alternativní překlad je „ctnostný, klidný, věčný“.
Byl první dítě mužského pohlaví narozené v japonské císařské dynastii od narození jeho otce v roce 1965. V lednu 2007 premiér Šinzó Abe oznámil, že upustí od dřívějšího návrhu na změnu zákona z císařské domácnosti, který měl umožnit ženám zdědit trůn. Návrh byl učiněn na základě skutečnosti, že bratr a dva synové císaře Akihita v té době neměli žádné vlastní syny. Vzhledem k Hisahitovu narození se nyní zdá stále nepravděpodobnější, že se zákony změní tak, aby umožnily Hisahitově sestřenici princezně Aiko, dceři císaře Naruhita, stát se vládnoucí císařovnou.